# ألبرتو توس
ألبرتو توس (بالإسبانية: Alberto Tous)‏ مواليد 3 أغسطس 1962 في مايوركا، إسبانيا، هو لاعب كرة مضرب إسباني سابق وكان يلعب باليد اليمنى. أعلى تصنيف له في الفردي كان المركز الـ 52 في سنة 1987. أعلى تصنيف له في الزوجي كان المركز الـ 36 في سنة 1987.

## النهائيات

### الفردي: (3)
| الرقم | السنة | الدورة                     | الأرضية | المنافس في النهائي | النتيجة في النهائي |
| ----- | ----- | -------------------------- | ------- | ------------------ | ------------------ |
| 1.    | 1984  | أكادير، المغرب             | ترابية  | برنار بوالو        | 6–1, 6–0           |
| 2.    | 1987  | القاهرة، مصر               | ترابية  | ديفيد دي ميغيل     | 6–2, 6–3           |
| 3.    | 1987  | فايبلينغن، ألمانيا الغربية | ترابية  | رولان ستادلر       | فوز سهل            |

### الزوجي: (2)
| الرقم | السنة | الدورة                            | الأرضية | الشريك            | المنافس في النهائي              | النتيجة في النهائي |
| ----- | ----- | --------------------------------- | ------- | ----------------- | ------------------------------- | ------------------ |
| 1.    | 1982  | إقليم بروكسل العاصمة، بلجيكا      | ترابية  | راؤول فيفير       | ديفيد جراهام لوري واردر         | 3–6, 6–3, 7–5      |
| 2.    | 1987  | بطولة الدار البيضاء للتنس، المغرب | ترابية  | خوسيه لوبيز مايسو | ماسيمو سيرو اليساندرو دي مينيسس | 7–6, 6–2           |

## روابط خارجية
- ألبرتو توس على موقع رابطة محترفي التنس (الإنجليزية)
- ألبرتو توس على موقع الاتحاد الدولي لكرة المضرب (الإنجليزية)
- ألبرتو توس على موقع كأس ديفيز (الإنجليزية)
- ألبرتو توس على موقع خلاصة التنس.كوم (الإنجليزية)